# Bernard van Halewyn
Bernard van Halewyn (ca. 1420 - 4 mei 1476) was burgemeester van Brugge.

## Levensloop
Bernard van Halewyn, heer van Ydewalle, was een telg uit de notabele en adellijke familie Van Halewyn. Beroepshalve was hij lid van de Gilde van makelaars.
Hij was een zoon van Bernard van Halewyn en Agnès van de Vagheviere en een kleinzoon van Gerard van Halewyn, heer van Lichtervelde en van Maria van Gruuthuse, dochter van Geldholf van Gruuthuse. Hij trouwde met Isabelle de Mil (†1494) en ze hadden verschillende kinderen. Zoals andere familieleden, werden Bernard en Isabelle van Halewyn bijgezet in de Brugse Onze-Lieve-Vrouwekerk.

## Stadsbestuur
Bernard van Halewyn doorliep een curriculum in het Brugse stadsbestuur, in de tijd van de hertogen Filips de  Goede en Karel de Stoute, als volgt:
- 1454-1455: raadslid
- 1463-1464: schepen
- 1466-1467: schepen
- 1468-1469: burgemeester van de schepenen, in het eerste jaar van de regering van Karel de Stoute
- 1471-1472: schepen
- 1473-1474: eerste raadslid
- 1475-1476: schepen.